# Metzerlen-Mariastein
Metzerlen-Mariastein é uma comuna da Suíça, situada no distrito de Dorneck, no cantão de Soleura. Tem 8,56 km² de área e sua população em 2018 foi estimada em 933 habitantes.